# Eliodoro Bianchi
Eliodoro Bianchi (Cividate al Piano, 6 maggio 1773 – Palazzolo sull'Oglio, 10 maggio 1848) è stato un tenore italiano e in seguito un importante insegnante di canto.

## Biografia
Bianchi era nato in provincia di Bergamo, da Massimo e Claudia Balestra ed era il più giovane dei loro nove figli. La famiglia si trasferì a Palazzolo sull'Oglio, vicino a Brescia, nel 1775 quando Massimo fu nominato organista della cattedrale della città, appena completata. Ricevette la sua prima formazione musicale da suo padre e cantò da ragazzo da soprano nelle chiese locali. Anche due dei suoi fratelli maggiori divennero musicisti. Cipriano (1765-1835) fu organista della Chiesa di Santa Maria Assunta a Calcinate e Odoardo fu un tenore attivo nei teatri italiani dal 1784 al 1791 e successivamente alla Corte Imperiale di San Pietroburgo.
Durante la sua adolescenza fu mandato a Napoli, dove studiò canto e composizione con Giacomo Tritto. Aveva vent'anni quando iniziò la sua carriera teatrale come tenore, al Teatro Onigo di Treviso durante la stagione autunnale del 1793 nel ruolo di Attalo in Ariarate di Tarchi. Nel corso dei successivi quattro anni cantò nei teatri di Padova, Genova, Modena, Firenze, Lucca e Venezia. Nel 1797, tornò a Napoli e cantò in diversi teatri fino al 1801. Durante questo periodo cantò al Teatro San Carlo nelle anteprime de Il disinganno di Tritto, una cantata per tre voci e orchestra, e Enea in Cartagine di Luigi Capotorti, un'opera seria in tre atti.
Nel 1803 cantò per l'intera stagione al Teatro alla Scala di Milano, dove divenne un favorito del pubblico e vi ritornò regolarmente dal 1809 al 1814. Fuori dall'Italia, si esibì a Parigi nel 1801 in una serie di concerti al Temple de Mars in Rue du Bac e alla Salle Favart. Cantò a Vienna nel 1805 e a Parigi e Londra nel 1806–1807. Nel 1807, sposò Carolina Crespi, un soprano diciottenne che incontrò mentre cantavano entrambi al Théâtre de la comédie italienne a Parigi. La coppia ebbe due figli, Giuseppina e Angelo, entrambi diventati cantanti.
Tuttavia, il matrimonio si rivelò infelice e alla fine si separarono.

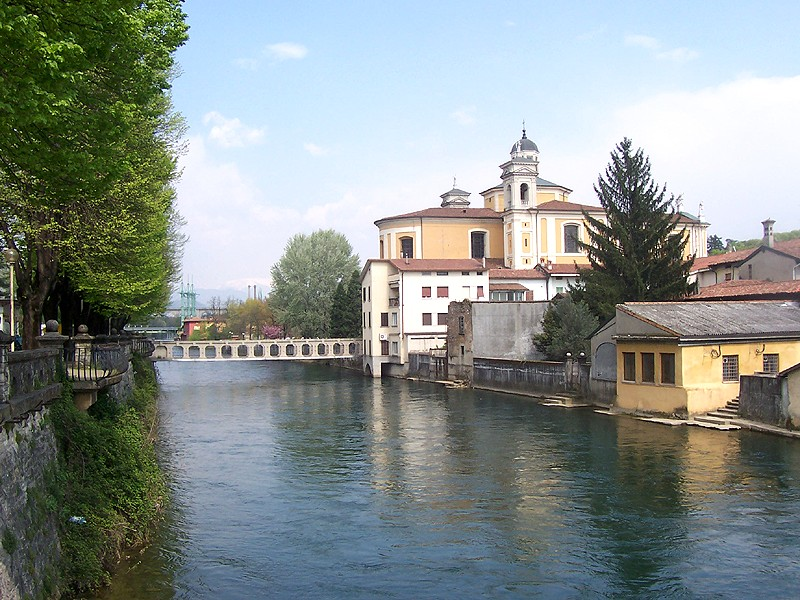
Palazzolo sull'Oglio, dove Bianchi trascorse sia la sua fanciullezza che la sua vecchiaia.

Nel corso della sua carriera, Bianchi cantò un vasto repertorio, che andava dall'opera buffa a quella seria, e si esibì in numerose anteprime mondiali. Iniziò la sua carriera principalmente cantando nell'opera buffa, ma dal 1812 divenne famoso anche nel genere dell'opera seria. Rossini compose i ruoli di Baldassare in Ciro in Babilonia e del re di Svezia in Eduardo e Cristina espressamente per la sua voce 
, oltre ad arie speciali da cantare prima dell'esecuzione di Aureliano in Palmira.
Secondo Rodolfo Celletti, la voce di Bianchi era di baritenore, con un bel timbro, e impiegava una tecnica eccellente e un eloquente fraseggio. Elogi del genere apparvero frequentemente nelle riviste italiane contemporanee.  Tuttavia, i critici della rivista francese Le Moniteur (1806) e del British London Magazine (1820) si lamentarono della qualità baritonale della sua voce, trovando il suo canto "pesante" e privo di brillantezza.
Nel 1819 Bianchi aprì una scuola di canto a Milano, anche se continuò ad esibirsi per altri 15 anni nei teatri lirici d'Italia e occasionalmente in Austria e Inghilterra. Tra i suoi allievi vi furono Elisa Orlandi, Cesare Badiali ed Enrico Crivelli. Dopo che Antonio Secchi (1761–1833) si ritirò dall'insegnamento del canto al Conservatorio di Milano nel 1832, il suo posto venne offerto a Bianchi, ma egli lo rifiutò.
Si ritirò dal palcoscenico nel 1835 e le sue ultime esibizioni avvennero a Livorno nel ruolo di Sempronio in I baccanali di Roma di Pietro Generali, uno dei suoi ruoli principali.  Trascorse i suoi ultimi anni a Palazzolo sull'Oglio, nella sua casa d'infanzia, dove morì nel 1848, all'età di 75 anni, e fu sepolto nel cimitero della città.

## Ruoli creati
I ruoli cantati da Bianchi nelle prime mondiali comprendono: 

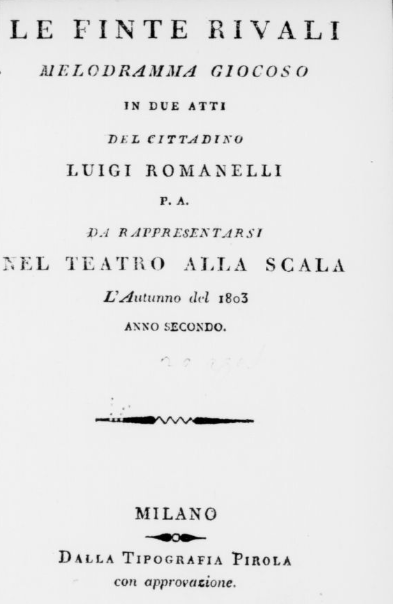
Libretto per Le finte rivali di Simon Mayr stampato per la prima mondiale alla Scala in cui Bianchi cantò il ruolo di Roberto.

- Giacinto in L'amante servitore di Ferdinando Paër; Venezia, Teatro San Moisè, 26 dicembre 1796[16]
- Roberto in Amor l'astuzia insegna di Francesco Gardi; Venezia, Teatro San Moisè, 18 gennaio 1797[16]
- Florindo ne L'amore per interesse di Valentino Fioravanti; Napoli, Teatro del Fondo, 15 novembre 1797[16]
- Sebeto in Il disinganno di Giacomo Tritto; Napoli, Teatro San Carlo, 22 luglio 1799[17][18]
- Segesto in Enea in Cartagine di Luigi Capotorti; Napoli, Teatro San Carlo, 13 agosto 1799
- Il Re nella Cantata di Domenico Cimarosa per il fausto ritorno di Ferdinando IV, re delle II Sicilie; Napoli, Chiesa di Santa Maria della Vittoria, 23 settembre 1799[19]
- Roberto in Le finte rivali di Simon Mayr; Milano, Teatro alla Scala, 20 agosto 1803
- Dorante ne Il bevitore fortunato di Niccolò Zingarelli; Milano, Teatro alla Scala, 13 novembre 1803
- Roberto in L'amante prigioniero di Carlo Bigatti; Milano, Teatro alla Scala, 6 maggio 1809
- Ernesto in Le rivali generose di Ercole Paganini; Milano, Teatro alla Scala, 10 giugno 1809
- Eraclito in I filosofi al cimento di Ercole Paganini; Milano, Teatro alla Scala, 5 giugno 1810
- Duca Rambaldo ne La contadina bizzarra di Giuseppe Farinelli; Milano, Teatro alla Scala, 16 agosto 1810
- Baldassare nel Ciro in Babilonia di Gioachino Rossini ; Ferrara, Teatro Comunale, 14 marzo 1812
- Cesare di Ferracuto in La presunzione corretta di Pietro Guglielmi; Milano, Teatro alla Scala, 19 aprile 1813
- Alberto in Avviso al pubblico di Giuseppe Mosca; Milano, Teatro alla Scala, 4 gennaio 1814
- Egeo in Teseo e Medea di Carlo Coccia; Torino, Teatro Regio, 26 dicembre 1815
- Quinto Fabio Massimo in Le Danaidi romane di Stefano Pavesi; Venezia, La Fenice, 5 dicembre 1816
- Atride in L'ira d'Achille di Francesco Basili; Venezia, La Fenice, 30 gennaio 1817
- Retello in Romilda e Costanza di Giacomo Meyerbeer; Padova, Teatro Nuovo, 19 luglio 1817[20]
- Carlo di Svezia in Eduardo e Cristina di Gioachino Rossini; Venezia, Teatro San Benedetto, 24 aprile 1819
- Don Gusmano in Don Gusmano di Stefano Pavesi; Venezia, Teatro San Benedetto, 1 giugno 1819
- Norcesto in Emma di Resburgo di Giacomo Meyerbeer; Venezia, Teatro San Benedetto, 26 giugno 1819[20]
- Bayardo in Gastone e Bayardo di Giovanni Liverati; Londra, His Majesty's Theatre, 26 febbraio 1820[16]
- Olinto in Demetrio di Simon Mayr; Torino, Teatro Regio, 27 dicembre 1823
- Sulemano in Almanzordi Giovanni Tadolini; Trieste, Teatro Grande, 22 settembre 1827[16]

## Composizioni
Bianchi compose un inno per quattro voci e orchestra, "Al ciel sia lode", che fu eseguito prima che il re Ferdinando IV a salisse a bordo della nave di Lord Nelson nel Golfo di Napoli il 10 luglio 1799. Compose anche una raccolta di 12 brani per studenti di canto dedicati a Rossini e pubblicati postumi nel 1863.  Secondo il Dizionario biografico degli italiani, alcune biografie di Bianchi della fine del XIX secolo gli hanno erroneamente attribuito due ulteriori opere di un compositore milanese omonimo: l'opera comica in un atto Gara d'amore e una riduzione del Das Liebesmahl der Apostel di Wagner per voce e pianoforte, entrambi pubblicati dallo Stabilimento Musicale Francesco Lucca nel 1873.